# パク・スジン
パク・スジン（朝: 박 수진、1985年11月27日 - ）は、韓国の女優。身長164cm。KEYEAST所属。

## 経歴
- 2002年、Sugarのメンバーとして歌手デビュー（2006年に解散）。
- 2007年のテレビドラマ『彼女がラブハンター』で女優デビュー。
- 2015年7月27日、俳優であるペ・ヨンジュンとソウルにあるシェラトン・グランデウォーカーヒルのアストンハウスで結婚式を挙げる。
- 2016年10月に第1子男児、2018年4月に第2子女児を出産した。

## 学歴
- 草林初等学校。
- 養英中学校。
- 祥明大学校師範大学付属女子高等学校。
- 慶煕大学校ポストモダン学科。

## 出演

### テレビドラマ
- 彼女がラブハンター（2007年、SBS） - オ・スジョン（学生時代） 役
- 誘惑の技術（2008年、OCN） - ヒジン 役
- 花より男子（2009年、KBS2） - チャ・ウンジェ 役
- 善徳女王（2009年、MBC） - マヤ（摩耶）王妃（少女時代） 役
- 千万回愛してます（2009年 - 2010年、SBS） - オ・ナンジョン 役
- 僕の彼女は九尾狐（2010年、SBS） - ウン・ヘイン 役
- 僕らのイケメン青果店（2011年 - 2012年、channelA） - チョン・タンビ 役
- 棚ぼたのあなた（2012年、KBS2） - イ・スジ 役
- となりの美男＜イケメン＞（2013年、tvN） - チャ・ドフィ 役
- 剣と花（2013年、KBS2） - モソル 役

### 映画
- ペントハウス エレファント（2009年） - チナ 役 ※特別出演
- スーパースター（2012年） - スジン 役
- 樹木葬（2012年） - チヒョ 役
- 48メートル（2013年） - ハン・ウノク 役

### ミュージックビデオ
- J.Rich「さよなら、愛する人」（2010年）
- Ailee & 2LSON「I'm in love」（2014年）
- キム・ピル「Marry Me」（2015年）

## 受賞歴
- 2014年 ソウル社会福祉大会 - ソウル特別市長賞[2]

## 広報大使
- 2011年 一粒の麦福祉財団広報大使